# 安西瑞斯山
安西瑞斯山（Anseris Mons）是位于火星南部高地希腊平原东北边缘的一座孤耸山峦，坐标为东经为86.65度、南纬29.81度。它的直径为58公里（36英里），高出基准面（火星大地水准面）约4200米（13780英尺），或高于周边平原约6200米（20300英尺）。该山丘位于雅庇吉亚区（MC-21）东南四分之一处，南面与紧邻的希腊区（MC-28）相接壤。
安西瑞斯山得名于“安西瑞斯泉”（Anseris Fons），安西瑞斯泉是1930年希腊天文学家欧·米·安东尼亚第所绘制火星图上的一处望远镜反照率特征，1991年，该名称于被国际天文联合会（IAU）正式批准接受。
从地质学角度看，安西瑞斯山并不是一座火山。该地块被认为是在重轰击时期希腊撞击盆地形成过程中，从数公里深处隆起的一块古老地壳块的侵蚀残体。属于一系列大型崎岖山块体的典型地貌区（方圆大于25公里），它们以200到500公里宽不等，相对连续的环绕带出现在希腊盆地西侧、东北、东部及东南部边缘。其中很多地块，特别是沿西侧边缘的，与盆地同心并以断层为界。
安西瑞斯山和其他环希腊盆地周边的地块岩石在地质龄上被归属为诺亚纪。然而，美国宇航局戈达德太空中心的赫伯特·弗雷（Herbert Frey）利用火星轨道器激光高度计数据所做的研究表明，火星南部高地包含了许多被埋藏的撞击盆地，这些盆地比可看到的诺亚纪地表更古老，并且早于希腊撞击。他认为，希腊撞击应标志着诺亚纪的开始（诺亚系的基础）。如果弗雷的看法是正确的，那么安西瑞斯山的基岩实际属于诺亚纪之前，也许可追溯到41亿年前。
安西瑞斯山地块自抬升以来已经受严重侵蚀，山体两侧分布有巨大的三角形凹角和相连的支脉，使该地块形成一座宽阔的金字塔状。凹角可能是通过各种块体运动和冰缘/冰川作用产生的，山体南侧存在一个大型的冰斗状凹角，带有沟壑化的碎屑坡或冲积扇。

## 图集

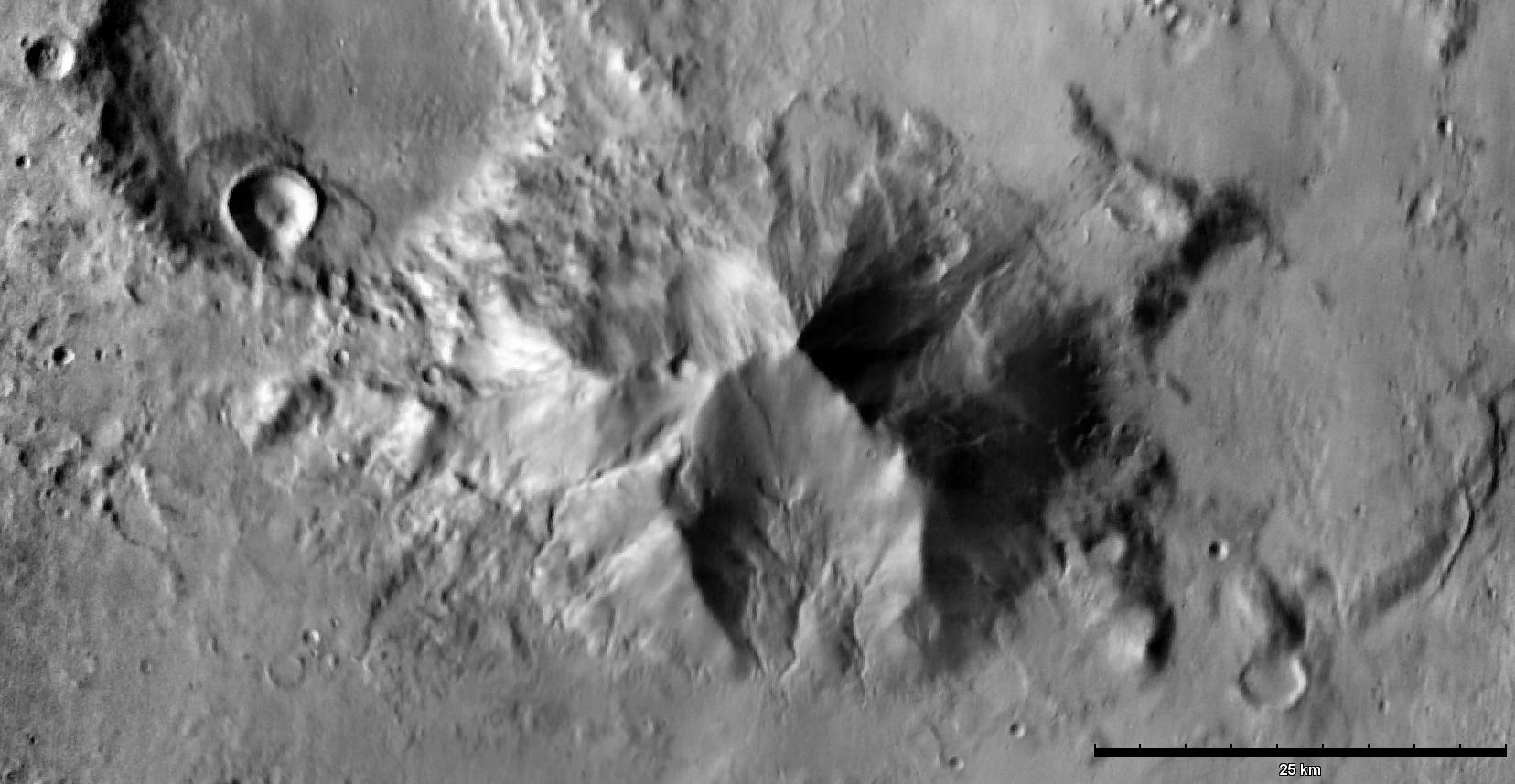
安西瑞斯山
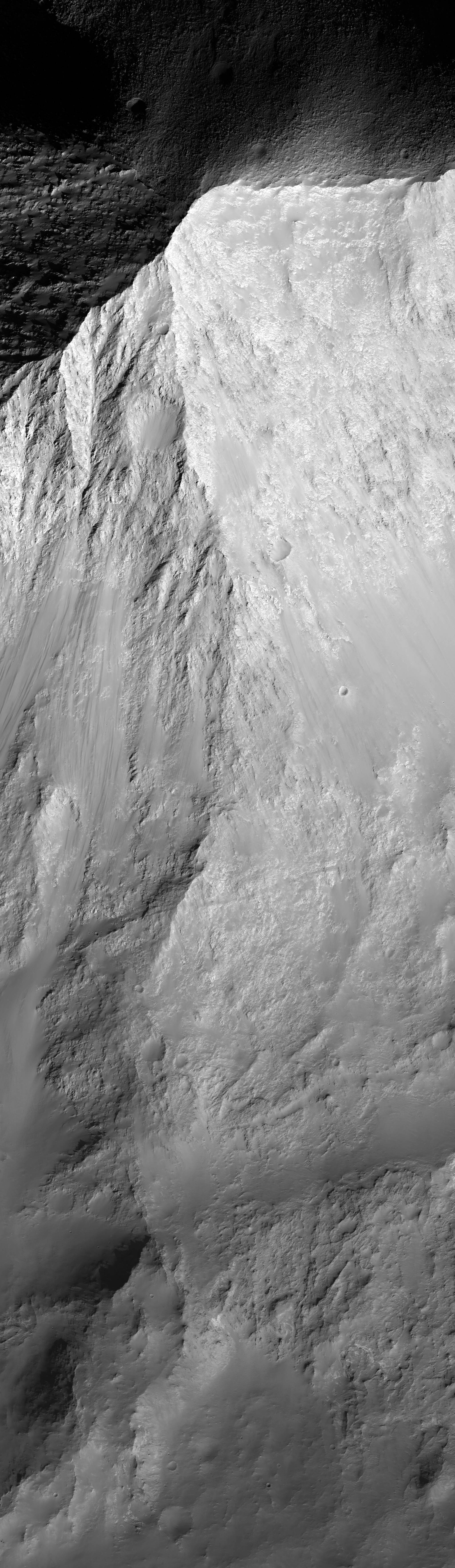
安西瑞斯山北坡显示出裸露基岩的区域。

## 另请查看
- 火星山脉列表
- 火星山脉高度列表
- 太阳系最高山峰列表